# 任文干渠
任文干渠，位于中华人民共和国河北省中部，是大清河流域南部地区人工开挖的主要排水渠道。干渠工程开始于1951年，经多次扩挖，于1974年形成现在的规模。任文干渠西起雄县七间房乡（原属任丘市）大树刘庄村以南的七孔闸起，承接白洋淀来水，向东流经任丘市中部和文安县西南部地区，于文安县孙氏镇邹庄村与任河大（任丘、河间、大城）干渠相汇，入排干一渠。任文干渠全长47.78千米，汇流面积2648平方千米。干渠设计渠底纵坡1/15000，设计排水流量129～187立方米每秒。